# Pont de la Cèpe
Le pont de la Cèpe était à l'origine un pont ferroviaire de la ligne de Cabariot au Chapus, construit pour franchir la Charente. Il est situé sur le territoire de la commune de Cabariot, dans le département de la Charente-Maritime en région Nouvelle-Aquitaine.

## Situation ferroviaire
Ce pont est établi au point kilométrique (PK) 1,761 de l'ancienne ligne de Cabariot au Chapus, entre les gares de Cabariot et de Saint-Hippolyte-la-Vallée. Le pont était équipé d'une "passe marinière" (travée mobile tournante) installée sur la rive droite de la Charente pour laisser le passage des bateaux mâtés. On peut voir encore le muret en arc de cercle, sur la berge, qui supportait les roulements pour le pivotement de la travée.

## Histoire
Le pont de la Cèpe fut mis en service le 17 février 1889 par la Compagnie des chemins de fer des Charentes, dès l'ouverture à l'exploitation de la ligne de Cabariot au Chapus,. Lors de l'arrêt définitif des circulations le 29 septembre 1986 et du déclassement de la voie ferrée en 1991, la travée tournante a été démontée et remplacée par une passerelle fixe raccordée au chemin. La plate-forme de l'ancienne voie ferrée a été transformée en piste cyclable depuis la bifurcation de Cabariot au lieu dit  "La Vinçonnerie", jusqu'au lieu dit "Bellevue" sur la commune d'Hiers-Brouage en 1998.

## Caractéristiques techniques
- Pont à tablier métallique (1883-1886) à hautes poutres latérales ajourées en treillis rivetés, avec une travée tournante sur la rive droite du fleuve.

- Longueur totale : 142 m.

- Portées principales : 3 travées fixes de 31 m en treillis rivetés.

- Travée tournante : Portée de 15,50 m, remplacée par une passerelle métallique fixe, avec quai d'appontements et mur de soutènement rive droite.

- Hauteur libre : 4,30 m au dessus des plus hautes eaux.

- Matériaux : 2 culées de rives avec mur de soutènement en pierres de taille, 3 piles ovales en pierres de taille maçonnées fondées dans le lit du fleuve, sur le rocher en tréfond dit : La Cèpe, 3 tabliers en poutres métalliques rivetées et passerelle métallique soudée.

- Lors de sa transformation en piste cyclable, la structure métallique de l'ouvrage fut contrôlée et repeinte après avoir été dotée de garde-corps en tronçons grillagés soudés sur la structure de chaque côté. Une dalle en béton armé a été coulée ensuite avec des gargouilles centrales pour évacuer dans le fleuve l'eau de ruissellement.[réf. souhaitée].

## Exploitation
- La ligne de Cabariot au Chapus a été exploitée pendant 97 ans. (1889-1986)

1971 - Arrêt des circulations voyageurs.
1986 - Arrêts des circulations marchandises. 
1991 - Déclassement.  